# The Last Kind Words
«The Last Kind Words» — третий студийный альбом американской грув-метал группы DevilDriver, выпущенный в Соединенных Штатах 31 июля 2007 года, релиз в Великобритании состоялся 19 июня.
Альбом дебютировал под номером 48 в американском чарте Billboard 200 с продажами приблизительно в 14 000 копий на первой неделе. Песня Clouds Over California доступна для бесплатного скачивания в игре Rock Band.

## Список композиций
1. «Not All Who Wander Are Lost» — 3:32
2. «Clouds Over California» — 4:09
3. «Bound by the Moon» — 4:01
4. «Horn of Betrayal» — 4:24
5. «These Fighting Words» — 3:58
6. «Head on to Heartache (Let Them Rot)» — 4:22
7. «Burning Sermon» — 3:38
8. «Monsters of the Deep» — 4:03
9. «Tirades of Truth» — 5:11
10. «When Summoned» — 3:04
11. «The Axe Shall Fall» — 5:15
12. «Damning the Heavens» — 2:18

## Участники записи
- Дез Фафара — вокал
- Майк Шпрейтцер — гитара
- Джеф Кендрик — гитара
- Джон Миллер — бас
- Джон Боклин — ударные
- Джейсон Сьюкоф — продюсер
- Энди Снип — микширование
- Марк Льюис — звукорежиссёр